# Ratusz w Bolkowie

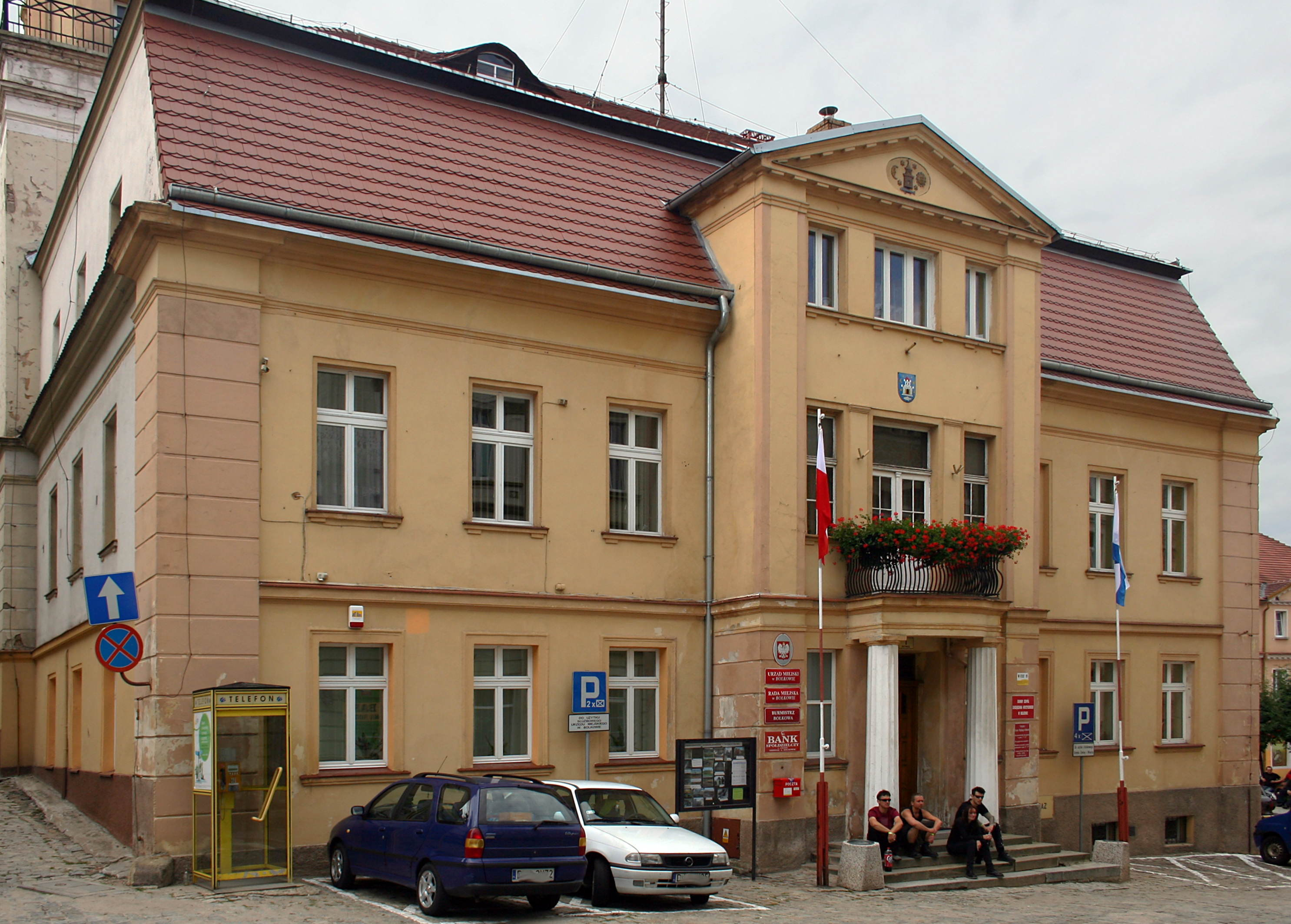
Ratusz od strony głównego wejścia

Ratusz w Bolkowie – klasycystyczny budynek, wzniesiony w 1670 roku i przebudowany w roku 1828. Obecnie jest siedzibą władz miasta Bolkowa.

## Historia
Pierwszy ratusz w Bolkowie został wzniesiony najprawdopodobniej w końcu XIV wieku. Budynek ten spłonął w roku 1632 i do roku 1670 trwała budowa kolejnego ratusza. Mieścił izby Rady, kancelarię i sąd, na parterze znajdowała się waga miejska i kramy, a w piwnicy winiarnia i piwiarnia. W latach 1827–1828 przeprowadzono rozbudowę ratusza, według projektu Christiana Gotlieba Hedemanna z Kamiennej Góry, w wyniku której obiekt uzyskał obecną klasycystyczną formę. W roku 1829 na wieży zainstalowano nowy zegar.
 
Decyzją wojewódzkiego konserwatora zabytków z dnia 3 września 1965 roku ratusz został wpisany do rejestru zabytków.

## Architektura
Ratusz jest wzniesiony na planie czworoboku, ma trzy trakty pomieszczeń, dwie kondygnacje, ryzalit z wejściem od frontu i wieżę od tyłu. Czworoboczna podstawa wieży posiada otoczony balustradą taras widokowy, powyżej jego poziomu wieża ma przekrój ośmioboczny. Całość nakryta jest neobarokowym hełmem z latarnią, posiadającą iglicę z kulą i chorągiewką. Bryła nakryta jest dachem mansardowym i posiada lukarny. Główne wejście do budynku umieszczone jest w trzyosiowym ryzalicie i ujęte dwukolumnowym portykiem, podtrzymującym balkon.. Ryzalit jest zwieńczony naczółkiem z herbem miasta. Położony pośrodku rynku ratusz obecnie jest siedzibą władz miasta i banku spółdzielczego
.